# 山中秀仁
山中 秀仁 (やまなか ひでと、1994年3月17日 - ) は、大阪府出身の陸上競技選手。専門は長距離種目。興國高校、日本体育大学卒業。Honda所属。
妹の山中柚乃も陸上競技選手。

## 来歴・人物
学生時代は1年時から駅伝メンバーに名を連ね、2013年箱根駅伝では日本体育大学の30年ぶり総合優勝に貢献。同年3月には世界クロスカントリー選手権大会にジュニア日本代表として出場。2年時には出雲駅伝でこそ村山謙太に敗れたものの、全日本大学駅伝と箱根駅伝でそれぞれ区間賞を獲得し、特に箱根では1区を当時歴代3位(現4位)の1時間1分25秒という驚異的なタイムで走った。また、日本学生ハーフマラソンを大会新記録で制するなど、日体大の主力選手として活躍。しかし、3年時は故障のため大学三大駅伝をすべて欠場。4年生になると2015年5月の関東インカレ男子1部10000mで復活優勝を果たすが、直後に故障が再発。9月に早期引退という形をとった。
大学卒業後、日体大の先輩である服部翔大や、三大駅伝で2回対決した設楽悠太の所属するHondaに入社し競技生活を再開している。

## 記録・戦績

### 自己ベスト
| 種目           | 記録          |
| -------------- | ------------- |
| 5000m          | 13分46秒19    |
| 10000m         | 28分26秒03    |
| ハーフマラソン | 1時間02分09秒 |

### 主な戦績
| 年   | 大会                                 | 種目           | 順位 | 記録          | 備考       |
| ---- | ------------------------------------ | -------------- | ---- | ------------- | ---------- |
| 2013 | 第48回千葉国際クロスカントリー大会   | ジュニア 8km   | 2位  | 23分49秒      | 日本人1位  |
| 2013 | 第27回福岡国際クロスカントリー大会   | ジュニア 8km   | 2位  | 24分27秒      | 日本人1位  |
| 2013 | 第40回世界クロスカントリー選手権大会 | ジュニア 8km   | 52位 | 23分40秒      |            |
| 2014 | 第17回日本学生ハーフマラソン         | ハーフマラソン | 優勝 | 1時間02分09秒 | 大会新記録 |
| 2015 | 第94回関東学生陸上競技対校選手権大会 | 男子1部10000m  | 優勝 | 28分54秒33    |            |

### 大学駅伝戦績
| 学年             | 出雲駅伝                    | 全日本大学駅伝              | 箱根駅伝                         |
| ---------------- | --------------------------- | --------------------------- | -------------------------------- |
| 1年生 (2012年度) | 第24回 日体大 不参加        | 第44回 5区-区間2位 34分14秒 | 第89回 3区-区間6位 1時間06分30秒 |
| 2年生 (2013年度) | 第25回 3区-区間2位 22分49秒 | 第45回 2区-区間賞 38分08秒  | 第90回 1区-区間賞 1時間01分25秒  |
| 3年生 (2014年度) | 第26回 ― - ― 出走なし       | 第46回 ― - ― 出走なし       | 第91回 ― - ― 出走なし            |